# Лофф, Карстен
Ка́рстен Лофф (нем. Carsten Lohff; 1961, Гамбург) — немецкий клавесинист и педагог.

## Биографическая справка
Карстен Лофф получил музыкальное образование в Гамбурге (по специальностям «клавесин» и «теория музыки»). Занятия старинной музыкой продолжил под руководством Боба ван Асперена, Густава Леонхардта и Иоганна Зоннляйтнера. Учился также барочной арфе у Эндрю Лоуренса-Кинга и Мары Галасси (Милан).
Основное место в концертной деятельности Лоффа занимает ансамблевое музицирование (в том числе с такими коллективами, как Cantus Cölln (Германия) и La Rêveuse (Франция)).
В 2017 году вышел сольный диск Лоффа «The image of melancholly», посвященный сольной музыке Ренессанса для клавишных инструментов и арфы.
С 2001 года является профессором Высшей школы искусств (Hochschule für Künste) Бремена. С 1992 преподает также бассо-континуо в Высшей школе музыки и театра в Гамбурге.